# Forli (cheval)
Forli (1963-1988) est un cheval de course pur sang argentin. Champion dans son pays natal, il fit une brève carrière américaine avant de devenir un étalon important. 

## Carrière de courses
Forli débute à l'automne de ses 2 ans, en avril, par une victoire éblouissante à San Isidro, et une autre plus stupéfiante encore (17 ½ longueurs à l'arrivée) sur l'hippodrome de Palermo. Il assoit sa suprématie sur sa génération en gagnant, encore dans un fauteuil, le Gran Premio Montevideo, la course reine des poulains de 2 ans. Le voilà grand favori des classiques du printemps. 
À l'automne 1966, Forli rentre directement Gran Premio Polla de Potrillos, les 2000 Guinées argentines. C'est une démonstration : 12 longueurs sanctionnent sa supériorité. Et il enchaîne, avec moins de marge mais toujours aussi facilement, dans le Gran Premio Jockey Club, l'équivalent du Derby, puis le Gran Premio Nacional, qui fait office de St. Leger. Le voilà quatorzième lauréat de la Triple Couronne des poulains, mais en Argentine on peut ajouter un joyau à la couronne en remportant le Gran Premio Carlos Pellegrini face aux chevaux d'âge. Forli n'y rencontre pas d'opposition et devient le septième cheval à boucler cette quadruple couronne. Depuis, un seul poulain l'a imité (Telescópico, en 1996).
Invaincu en sept courses et sans rival en Argentine où il a remporté toutes ses courses de bout en bout et a naturellement été élu cheval de l'année, Forli attire la curiosité des Américains et le grand éleveur Arthur B. Hancock, l'homme de Claiborne Farm, décide de débourser $ 960 000 pour s'offrir le phénomène. Confié à l'un des plus grands entraîneurs américains, Charlie Wittingham, Forli réussit parfaitement ses débuts américains sous la selle de Bill Shoemaker, pulvérisant le record de la piste de Hollywood Park sur le parcours des 1 700 mètres dans le Coronation Handicap. Mais l'assaut américain de l'Argentin connaît un premier couac : le cheval souffre des jambes et on se résout à le traiter avec la méthode dite du "pin firing", une sorte de cautérisation considérée aujourd'hui comme cruelle et qui n'est plus pratiquée. Cela ne semble pas affecter Forli, qui revient en juillet pour une course d'exhibition face à des seconds couteaux et s'acquitte facilement de sa tâche. Mais face à des adversaires d'un autre standing (mais pas des champions) dans le Citation Handicap, il subit sa première défaite, terminant deuxième de Dominar, qui avait fini dernier du Kentucky Derby. Forli n'est plus le même cheval, dès lors on le rentre au haras. 

### Résumé de carrière
| Date             | Hippodrome       | Pays             | Course                         | Distance         | Jockey           | Place            | Écart            | Deuxième         |
| 1965-1966, 2 ans | 1965-1966, 2 ans | 1965-1966, 2 ans | 1965-1966, 2 ans               | 1965-1966, 2 ans | 1965-1966, 2 ans | 1965-1966, 2 ans | 1965-1966, 2 ans | 1965-1966, 2 ans |
| ---------------- | ---------------- | ---------------- | ------------------------------ | ---------------- | ---------------- | ---------------- | ---------------- | ---------------- |
| 24 avril         | San Isidro       | Argentine        | Maiden                         | 1 400 m          | R. Zapata        | 1er              | 12               | Shut Up          |
| Mai              | Palermo          | Argentine        | Premio Codihue                 | 1 500 m          | R. Zapata        | 1er              | 17 ½             | Agur-Jaunak      |
| 19 juin          | Palermo          | Argentine        | Gran Premio Montevideo         | 1 500 m          | R. Zapata        | 1er              | 5                | Vicleman         |
| 1966-1967, 3 ans |                  |                  |                                |                  |                  |                  |                  |                  |
| 7 août           | Palermo          | Argentine        | Gran Premio Polla de Potrillos | 1 600 m          | R. Zapata        | 1er              | 12               | Antonito         |
| 4 septembre      | Palermo          | Argentine        | Gran Premio Jockey Club        | 2 200 m          | R. Zapata        | 1er              | 2                | Antonito         |
| 2 octobre        | Palermo          | Argentine        | Gran Premio Nacional           | 2 500 m          | R. Zapata        | 1er              | 1                | Proposal         |
| 6 novembre       | San Isidro       | Argentine        | Gran Premio Carlos Pellegrini  | 3 000 m          | R. Zapata        | 1er              | 2 ½              | Aller            |
| 1967, 4 ans      |                  |                  |                                |                  |                  |                  |                  |                  |
| 16 mai           | Hollywood Park   | États-Unis       | Coronado Handicap              | 1 700 m          | W. Shoemaker     | 1er              | 3                | Arksroni         |
| Juillet          | Hollywood Park   | États-Unis       | Exhibition Race                | 1 700 m          | W. Shoemaker     | 1er              | ―                | Xtrasensory      |
| 29 juillet       | Arlington Park   | États-Unis       | Citation Handicap              | 1 700 m          | W. Shoemaker     | 2e               | 1                | Dominar          |

## Au haras
Installé au grand haras Claiborne Farm, Forli, malgré ses origines atypiques, devient un étalon prisé. Lors de sa carrière, il a produit 59 "stakes winners" (vainqueurs de courses principales) sur 720 produits. Son joyau est bien sûr Forego, l'un des plus grands champions de l'histoire des courses américaines, membre du Hall of Fame, trois fois Cheval de l'année (1974, 1975, 1976). Il a bien réussi en Europe également, produisant sur toute distance puisqu'il est le père du sprinter/miler Thatch (St. James's Palace Stakes, July Cup, Sussex Stakes), du miler Posse (St. James's Palace Stakes, July Cup, Sussex Stakes) et du stayer Sadeem (double vainqueur de la Gold Cup). Ses filles ont beaucoup tracé au haras, tels Tuerta, mère de Swale (Kentucky Derby, Belmont Stakes), Vertigineux, deuxième mère de Zenyatta ou Glenveagh, deuxième mère d'El Condor Pasa. Mais il a surtout pérennisé son nom pour l'éternité en donnant Special, mère du grand étalon Nureyev et grand-mère du chef de race Sadler's Wells.   

## Origines
Forli est un fils de l'Anglais Artistophanes, l'un des nombreux représentants de la lignée mâle Bayardo/Gainsborough/Hyperion qui a essaimé un peu partout sur la planète. Aristophanes n'était pas un foudre de guerre en Angleterre, mais il est devenu un grand étalon en Argentine, sacré tête de liste en 1960. 
La mère, Trevisa, n'a pas de performances répertoriées mais elle fut une très bonne poulinière puisqu'elle revendique également deux propres frères de Forli, Tirreno,  qui a remporté des grands prix argentins (Clásico República Oriental del Uruguay, Clásico Mexico, Gran Premio Revolución de Mayo), et Tibur, qui brilla en Uruguay. Elle est aussi la deuxième mère de Sifounas (par Secretariat) qui fit une bonne carrière en France et en Italie où elle remporta le Premio Ellington, un groupe 2., et de Nile Hawk (par Sham), lauréat en France du Prix de Condé (Gr.3). À noter que la propre sœur de Trevisa, nommée La Dogana, est la troisième mère du champion français Crow, vainqueur pour la casaque Wildenstein du St. Leger, de la Coronation Cup et du Prix Eugène Adam, et qui s'intercala entre Ivanjica et Youth dans le Prix de l'Arc de Triomphe 1976. 

### Pedigree
| Origines de Forli (ARG), étalon alezan né en 1963 | Origines de Forli (ARG), étalon alezan né en 1963 | Origines de Forli (ARG), étalon alezan né en 1963 | Origines de Forli (ARG), étalon alezan né en 1963 |
| ------------------------------------------------- | ------------------------------------------------- | ------------------------------------------------- | ------------------------------------------------- |
| Père Aristophanes 1948                            | Hyperion 1930                                     | Gainsborough                                      | Bayardo                                           |
| Père Aristophanes 1948                            | Hyperion 1930                                     | Gainsborough                                      | Rosedrop                                          |
| Père Aristophanes 1948                            | Hyperion 1930                                     | Selene                                            | Chaucer                                           |
| Père Aristophanes 1948                            | Hyperion 1930                                     | Selene                                            | Serenissima                                       |
| Père Aristophanes 1948                            | Commotion 1938                                    | Mieuxce                                           | Massine                                           |
| Père Aristophanes 1948                            | Commotion 1938                                    | Mieuxce                                           | L'Olivete                                         |
| Père Aristophanes 1948                            | Commotion 1938                                    | Riot                                              | Colorado                                          |
| Père Aristophanes 1948                            | Commotion 1938                                    | Riot                                              | Lady Juror                                        |
| Mère Trevisa 1951                                 | Advocate 1940                                     | Fair Trial                                        | Fairway                                           |
| Mère Trevisa 1951                                 | Advocate 1940                                     | Fair Trial                                        | Lady Juror                                        |
| Mère Trevisa 1951                                 | Advocate 1940                                     | Guiding Star                                      | Papyrus                                           |
| Mère Trevisa 1951                                 | Advocate 1940                                     | Guiding Star                                      | Ocean Light                                       |
| Mère Trevisa 1951                                 | Veneta 1940                                       | Foxglove                                          | Foxhunter                                         |
| Mère Trevisa 1951                                 | Veneta 1940                                       | Foxglove                                          | Staylace                                          |
| Mère Trevisa 1951                                 | Veneta 1940                                       | Dogaresa                                          | Your Majesty                                      |
| Mère Trevisa 1951                                 | Veneta 1940                                       | Dogaresa                                          | Casiopea (famille 3-b)                            |